# 4249 Кремце
4249 Кремце (4249 Kremze) — астероїд головного поясу, відкритий 29 вересня 1984 року.
Тіссеранів параметр щодо Юпітера — 3,251.